# Matit
Matit war eine alt-ägyptische, lokale weibliche Gottheit in Atfet, dem 12. Gau von Oberägypten.

## Bedeutung
Ihr Name bedeutet übersetzt „diejenige, die das Aussehen einer Löwin hat“, „Diejenige, die wie eine Löwin aussieht“ oder „Die Zerstücklerin“. Sie fungierte als Hauptgottheit des Zwölften Gaus von Oberägypten und erhielt dort den Beinamen „die Herrin von Iakemet“, bevor der Kult ihres männlichen Gegenstücks, der Falkengottheit Nemti, zunehmend an Popularität gewann. Derzeit kann der Standort von Iakemet nicht ermittelt werden, der als Hauptsitz des Matit-Kultes galt. Wenig ist über diesen Ort belegt und es bleibt umstritten, ob es sich bei Iakhmet um die Hauptstadt des Gaues gehandelt haben könnte, da keine Überreste einer altägyptischen Stadt oder ein Verwaltungs- und Wohnzentrum mit die in der Verbindung mit der Nekropole von Deir el-Gabrawi stehen könnte, gefunden wurde.  Iakemet ist belegt durch administrative Quellen als landwirtschaftliches Gebiet, welches von König Snofru gegründet wurde. Ihr männliches Gegenstück war die Gottheit Mati.
Matit war jedoch nur von lokaler Bedeutung und wurde normalerweise in der tierischen Form einer wilden Kriegerlöwin oder als Frau mit einem Löwenkopf dargestellt. In einer Szene des Totentempels von Medinet Habu von Ramses III. tritt Matit beispielsweise in der Form einer Frau mit einem Löwenkopf, gekrönt mit der Sonnenscheibe und hinter Nemti stehend, auf. Ihr Kult schein aber bis zum Ende des neuen Königreichs bestand gehabt zu haben, da sie weiterhin in geographischen Tempel-Listen Erwähnung fand. Sie wurde unter den vielen Göttern gefunden, die den Schutz von Osiris in einer der Kapellen des Tempels von Dendera gewährleisteten. Manchmal wird sie mit der Göttin Isis gleichgesetzt, die ihren Bruder Seth an einen Internierungsort bringt, damit er nicht mehr in die Stadt Abydos eindringen kann. Im Tempel von Dendera erscheint Matit auch zweimal in der dritten Kapelle der Osirischen Kapellen und bewacht den Eingang zur Kapelle. Sie wurde zunächst als Frau mit einem Löwenkopf und zwei Messern bewaffnet dargestellt, aber in der zweiten Darstellung, die sich am unteren Ende der Kapellenwand befindet, ist sie diesmal symmetrisch der Göttin Mehit gegenübergestellt, auf beiden Seiten des Körpers von Osiris. Sie ist in der vollständig zoomorphen Gestalt einer ausgestreckten Löwin auf einem rechteckigen Sockel dargestellt, hinter ihr ein Falke, der anscheinend der Sohn von Isis (Horus) ist, die Flügel nach vorne in einer schützenden Geste geöffnet, eine Krone auf horizontalen Widderhörnern tragend. Ein interessantes Detail, das bereits im Determinativ ihres Namens im Alten Reich vermerkt wurde, ist, dass ihr Schwanz nicht um den Oberschenkel gewickelt ist, sondern hier nach hinten aufgerichtet und über den Rücken zurückgelegt wurde, wie eine wütende Katze, die den Schwanz schwingt, vermutlich um Matit als eine furchterregenden Wächterin über die Toten darzustellen.